# Colinas de Solymar
Colinas de Solymar es un barrio de la Ciudad de la Costa en el Departamento de Canelones, Uruguay. Ubicado al norte de Ruta Interbalnearia (entre los km 26 y 27.500). 
Sus primer oleada de pobladores fue en la década de los sesenta del siglo pasado, muchos solares eran propiedad de argentinos; quienes abandonaron los mismos debido a la lejanía de la costa. 
Esto según relatan los vecinos de más tiempo en la localidad, quienes compraron algunos solares a muy buen precio.
Una segunda oleada se dio en la década de los 90, con la expansión o crecimiento metropolitano hacia la Costa, teniendo un importante deterioro luego de la Crisis del 2002, donde muchos vecinos perdieron sus solares por estar su forma de pago en moneda dólares americanos. Esto trajo consigo una profunda crisis económica-social y cultural. 
Se dio paso a la ocupación de muchos terrenos de forma ilegal. 
Actualmente es una de las zonas de Ciudad de la Costa con menos desarrollo en estos aspectos. La zona cuenta con una única Escuela Pública, un C.A.I.F. , un centro comunal Departamental de poco arraigo, una Capilla, "San Benito", y un templo AfroUmbandista 

## Ubicación
El barrio se encuentra situado en la zona noreste de la ciudad, al norte de la ruta Interbalnearia, entre los km 26,000 y 27,800.

## Características
Sus calles son de pedregullo, de forma semicircular con transversales abiertas en abanicos, la mayoría de sus construcciones son casas humildes de una planta.
En su paisaje predominan montes de eucaliptos, pinos, bañados, lagos y colinas, de ahí su nombre.

## Población
Según el censo del año 2023, el barrio cuenta con una población de 3 349 habitantes.
| 12            | 123 | 757 | 768 | 2 502 | 2 813 | 3 141 | 3 349 |
| (Fuente: INE) |     |     |     |       |       |       |       |